# كارونو بيرتوسيلا
كارونو بيرتوسيلا هي كومونا تقع في منطقة فاريزي، في منطقة لومباردي بشمال إيطاليا. يبلغ عدد سكانها حوالي 17.775 نسمة.